# Pedro Romualdo
Pedro P. Romualdo (Mambajao, 29 juni 1935 – Makati, 24 april 2013) was een Filipijns politicus.

## Biografie
Pedro Romualdo werd geboren op 29 juni 1935 in Mambajao in de Filipijns provincie Camiguin. Romualdo werkte van 1951 tot 1953 als conciërge in Cagayan de Oro. Van 1958 tot 1963 werkte hij voor het Bureau of Buildings en Real Property Management en van 1964 tot 1966 werkte hij als kredietbehoordeler bij NACIDA Bank. Ook volgde hij in de jaren 60 een bachelor-opleiding rechten aan de University of the East. Na het behalen van zijn diploma slaagde hij in 1958 voor het toelatingsexamen van de Filipijnse balie (bar exam). Hierna was hij werkzaam als advocaat en had hij van 1966 tot 1987 een eigen advocatenkantoor.
Na de val van Ferdinand Marcos ging Romualdo de politiek in. Bij de verkiezingen van 1987 werd hij voor de eerste maal gekozen als lid van het Filipijns Huis van Afgevaardigden namens Camiguin. Na twee herverkiezingen werd hij bij de verkiezingen van 1998 gekozen tot gouverneur van de provincie. Na opnieuw drie termijnen als gouverneur van Camiguin werd bij de verkiezingen van 2007 werd gekozen als afgevaardigde in het Huis. In 2010 werd hij herkozen en ook in 2013 had hij zich bij de Filipijnse kiescommissie COMELEC aangemeld voor de verkiezingen voor de zetel van Camiguin in het Huis.
Romualdo overleed echter kort voor de verkiezingen van 2013 op 77-jarige leeftijd aan de gevolgen van een longontsteking. Hij was getrouwd met Arceli Romualdo en had drie kinderen. Zijn zoon Jesus Jardin Romualdo volgde hem in 2007 op als gouverneur van Camiguin.